# مؤتمر رؤساء البرلمان الأوروبي
مؤتمر الرؤساء في الاتحاد الأوروبي هو هيئة حاكمة للبرلمان الأوروبي. الهيئة مسؤولة عن تنظيم البرلمان وشؤونه الإدارية وجدول أعماله. يتألف المؤتمر من رئيس البرلمان، ورؤساء المجموعات السياسية (الذين قد يرتبون لتمثيلهم من قبل عضو من مجموعتهم) وممثل لغير مرتبطين (أعضاء مستقلين). يجتمع مؤتمر الرؤساء مرتين في الشهر تقريبًا.

## الأعضاء الحاليين
| العضو           | العضو   | المنصب                 | المجموعة | المجموعة                                     |
| الرئيس          |         |                        |          |                                              |
| روبرتا ميتسولا  | مالطا   | رئيس البرلمان الأوروبي |          | حزب الشعب الأوروبي                           |
| الأعضاء         |         |                        |          |                                              |
| مانفريد ويبر    | ألمانيا | رئيس المجموعة          |          | حزب الشعب الأوروبي                           |
| ايراتكسه غارسيا | إسبانيا | رئيسة المجموعة         |          | التحالف التقدمي للاشتراكيين والديمقراطيين    |
| ستيفان سيجورني  | فرنسا   | رئيس المجموعة          |          | تجديد أوروبا                                 |
| سكا كيلر        | ألمانيا | رئيس مشارك للمجموعة    |          | الخضر/التحالف الأوروبي الحر                  |
| فيليب لامبرتس   | بلجيكا  | رئيس مشارك للمجموعة    |          | الخضر/التحالف الأوروبي الحر                  |
| ماركو زاني      | إيطاليا | رئيس المجموعة          |          | الهوية والديمقراطية                          |
| رافاييل فيتو    | إيطاليا | رئيس مشارك للمجموعة    |          | المحافظون والإصلاحيون الأوروبيون             |
| ريزارد ليجوتكو  | بولندا  | رئيس مشارك للمجموعة    |          | المحافظون والإصلاحيون الأوروبيون             |
| مانون أوبري     | فرنسا   | رئيس مشارك للمجموعة    |          | اليسار المتحد الأوروبي-اليسار الأخضر النوردي |
| مارتن شيرديفان  | ألمانيا | رئيس مشارك للمجموعة    |          | اليسار المتحد الأوروبي-اليسار الأخضر النوردي |

## القواعد الإجرائية
| « | المادة 24: واجبات مؤتمر الرؤساء 1. يضطلع مؤتمر الرؤساء بالمهام الموكلة إليه بموجب النظام الداخلي. 2. يتخذ مؤتمر الرؤساء قرارات بشأن تنظيم عمل البرلمان والأمور المتعلقة بالتخطيط التشريعي. 3. مؤتمر الرؤساء هو السلطة المسؤولة عن الأمور المتعلقة بالعلاقات مع المؤسسات والهيئات الأخرى في الاتحاد الأوروبي ومع البرلمانات الوطنية للدول الأعضاء. يسمي المكتب نائبين للرئيس يُعهد بهما إلى تنفيذ العلاقات مع البرلمانات الوطنية. وعليهم تقديم تقارير منتظمة إلى مؤتمر الرؤساء عن أنشطتهم في هذا الصدد. 4. مؤتمر الرؤساء هو السلطة المسؤولة عن الأمور المتعلقة بالعلاقات مع الدول غير الأعضاء ومع المؤسسات والمنظمات غير التابعة للاتحاد. 5. يضع مؤتمر الرؤساء مشروع جدول أعمال الجلسات الجزئية للبرلمان. 6. مؤتمر الرؤساء هو السلطة المسؤولة عن تكوين واختصاصات اللجان ولجان التحقيق واللجان البرلمانية المشتركة والوفود الدائمة والوفود الخاصة. 7. يقرر مؤتمر الرؤساء كيفية تخصيص المقاعد في المجلس وفقًا للمادة 32. 8. مؤتمر الرؤساء هو السلطة المسؤولة عن التصريح بإعداد تقارير المبادرات الخاصة. 9. يقدم مؤتمر الرؤساء مقترحات إلى المكتب فيما يتعلق بشؤون الإدارة والميزانية المتعلقة بالجماعات السياسية. | » |